# Пашков, Анатолий Игнатьевич
Анато́лий Игна́тьевич Пашко́в (2 [15] ноября 1900, Марчуки, Волчанский сельсовет — 8 февраля 1988, Москва) — советский экономист, член-корреспондент АН СССР (23.10.1953).
Область научных интересов: политическая экономия социализма, проблемы коммунистического строительства, разработка теоретического наследия В. И. Ленина в области политической экономии, история русской и советской экономической мысли. Опубликовал более 300 научных работ.

## Биография
Родился 2 ноября (15 ноября по новому стилю) 1900 года в деревне Марчуки Елецкого уезда Орловской губернии в крестьянской семье. Отец — Игнат Никитич, до Первой мировой войны занимался торговлей хлебом на железнодорожных станциях, мать — Иустиния Ивановна, домохозяйка; в семье родилось одиннадцать детей, из которых до взрослого возраста дожили восемь.

### Образование
- Окончил сельскую школу деревни Марчуки и учительскую семинарию в городе Карачев (1919 год).
- Окончил экономическое отделение факультета общественных наук Московского университета (1925).
- Экономический Институт красной профессуры (1931).
- Доктор экономических наук (1947).

### Деятельность
В начале Великой Отечественной войны А. И. Пашков ушел на фронт добровольцем, но вскоре решением Московского городского комитета КПСС он был возвращен в Москву на преподавательскую работу в Плановый институт. С ноября 1941 по июнь 1943 года работал в городе Саратове в Объединённом Московском и Саратовском кредитно-экономическом институте (ныне Финансовый университет при Правительстве РФ) в должности и. о. профессора, заведующего кафедрой политэкономии и заместителя директора института по учебной работе.
В 1948—1957 годах — профессор, заведующий кафедрой политэкономии экономического факультета Московского университета, где читал курсы лекций: «Закономерности перехода от социализма к коммунизму», «Предмет и метод политической экономии», «Политэкономия капитализма», «Политэкономия социализма».
Член-корреспондент АН СССР (1953), Член ВАК СССР (1960—1971), председатель Научного совета АН СССР по проблеме «Экономические закономерности социализма и его перерастания в коммунизм» (1969), член редколлегии журнала «Известия АН СССР. Сер. экономическая» (1969—1974).
Умер 8 февраля 1988 в Москве. Был похоронен на Аксиньинском кладбище.

## Заслуги
- Ордена «Знак Почёта» (1953), Трудового Красного Знамени (1970, 1975) и Октябрьской Революции (1980).
- Награждён медалями, в числе которых «За доблестный труд в Великой Отечественной войне 1941—1945 гг.».
- Почётный гражданин города Ельца (1974).

## Публикации
- Экономический закон преимущественного роста производства средств производства. — М.: Госпланиздат, 1958. — 232 с.
- Экономические работы В. И. Ленина 90-х годов, М., 1960;
- Экономические проблемы социализма, М., 1970 (лит.);
- Вопросы экономической науки, М., 1973.